# 1892 a filmművészetben

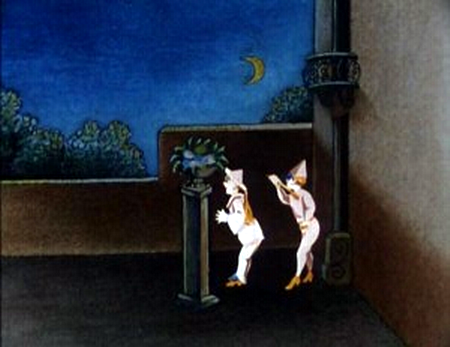
A Szegény Pierrot kézzel festett képkockája

## Filmek
- A bohóc és kutyái r.: Émile Reynaud
- Szegény Pierrot r.: Émile Reynaud
- Egy jó pohár sör r.: Émile Reynaud
- A walesi herceg r.: Louis Lumière
- Boksz
- Vívás

## Születések
- január 18. – Oliver Hardy (Stan és Pan) amerikai komikus, színész († 1957)
- január 31. – Eddie Cantor, amerikai énekes és humorista († 1964)
- március 27. – Dorrit Weixler, német színésznő († 1916)
- április 8. – Mary Pickford, kanadai születésű amerikai színésznő († 1979)
- június 13. – Basil Rathbone, dél-afrikai-amerikai színész († 1967)
- július 10. – Slim Summerville, amerikai színész († 1946)
- július 11. – Thomas Mitchell, amerikai színész († 1962)
- július 21. – Renée Jeanne Falconetti, francia színésznő († 1946)
- július 29. – William Powell, amerikai színész († 1984)
- augusztus 2. – Jack Warner, a Warner Bros. stúdió alapítója († 1978)
- szeptember 9. – Tsuru Aoki, japán származású amerikai színésznő († 1961)
- szeptember 21. – Olof AS, svéd színész, ügyelő († 1949)
- szeptember 28. – Ruth Stonehouse, amerikai színésznő, filmrendező († 1941)
- október 25. – Nell Shipman, amerikai színésznő, író, producer († 1970)
- november 9. – Mabel Normand, amerikai színésznő († 1930)
- november 14. – Dajbukát Ilona, magyar színésznő († 1976)